# La Wantzenau
La Wantzenau (Duits: Wanzenau im Elsass) is een gemeente in het Franse departement Bas-Rhin (regio Grand Est). De gemeente behoort tot het kanton Brumath en het arrondissement Strasbourg. La Wantzenau telde op 1 januari 2022 5.879 inwoners.

## Bezienswaardigheden
De middeleeuwse geschiedenis van La Wantzenau / Wantzenau im Elsass is nauw verbonden met die van de huidige Duitse naburige stad Honau. Als onderdeel van de Alemannische kerstening stichtten Iero-schottische monniken het Honau-klooster op de Hohen Au, toen een eiland in de Rijn  en bouwden ze kapellen in de omgeving, bijvoorbeeld in de 13e eeuw in Diersheim en in het midden van de 15e eeuw in Wantzenau. Rond 1469 werd Wantzenau een zelfstandige parochie. De kerk ooit gewijd aan Sint-Michaël, zoals de kloosterkerk van Honau is sinds de 18e eeuw naar Sint-Wendelinus vernoemd. Het huidige kerkgebouw dateert uit de 19e eeuw.
Het militaire museum MM Park France, geopend in 2017, bevindt zich in het industriepark van La Wanzenau.

## Geografie
De oppervlakte van La Wantzenau bedroeg op 1 januari 2022 25,39 vierkante kilometer; de bevolkingsdichtheid was toen 231,5 inwoners per km². 

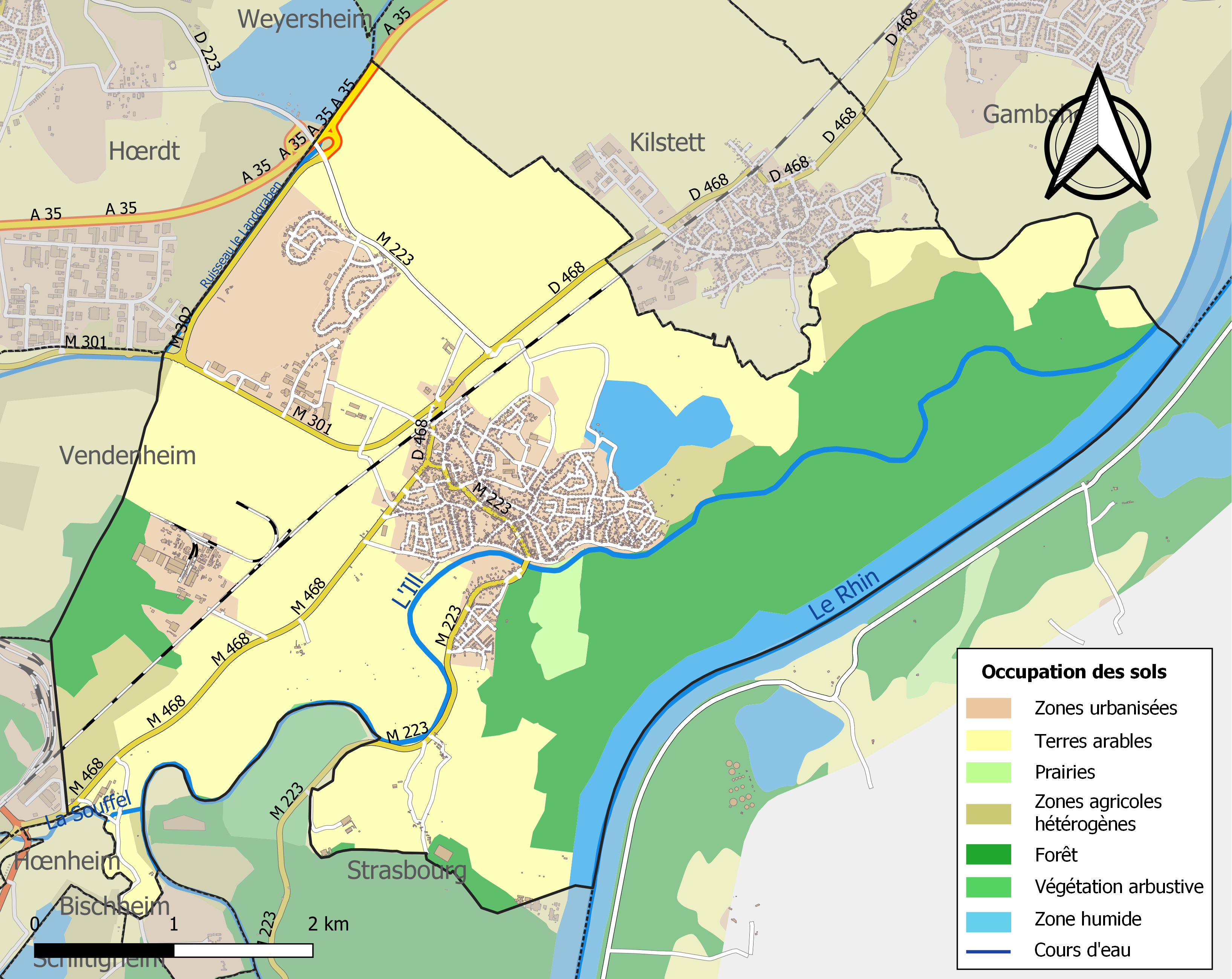
Kaart van de gemeente met de belangrijkste infrastructuur, bodemgebruik en omliggende gemeenten

## Demografie
Onderstaande figuur toont het verloop van het inwonertal (bron: INSEE-tellingen).
Buiten het dorp ligt de 18-holes golfbaan van Golf Club de la Wantzenau.